# 울릉 나리동 울릉국화와 섬백리향 군락

울릉 나리동 울릉국화와 섬백리향 군락은 대한민국 경상북도 울릉군 북면에 있는 울릉국화와 섬백리향이 무리 지어 사는 곳이다. 대한민국의 천연기념물 제52호로 지정되어 있다.

## 개요
울릉국화는 들국화의 한 종류인 여러해살이풀로 꽃은 9∼10월에 핀다. 섬백리향은 키가 작고 밑둥에서 가지를 많이 치는 나무로 잎은 봄에 돋아 가을에 떨어진다. 꽃향기가 백 리를 갈 만큼 매우 강하다 하여 백리향이라는 이름이 붙었다.
나리동의 울릉국화와 섬백리향 군락은 예전의 화산 분화구인 나리분지에서 성인봉으로 가는 언덕에 위치해 있으며, 그늘을 싫어하는 습성으로 인해 숲이 없는 곳에 작은 군락을 이루고 있다. 울릉국화와 섬백리향은 꽃이 필 때 향기가 짙게 나지만, 섬백리향은 낮에는 향기가 거의 나지 않고 밤중에 향기가 짙다.
나리동의 울릉국화와 섬백리향 군락은 울릉도 특산으로 그 희귀성이 인정되어 천연기념물로 지정되었다.

## 참고 자료
- 울릉 나리동 울릉국화와 섬백리향 군락 - 국가유산청 국가유산포털
- 한국저작권위원회 공유마당에 있는 사진